# Cornelis Eliza Anne van Till

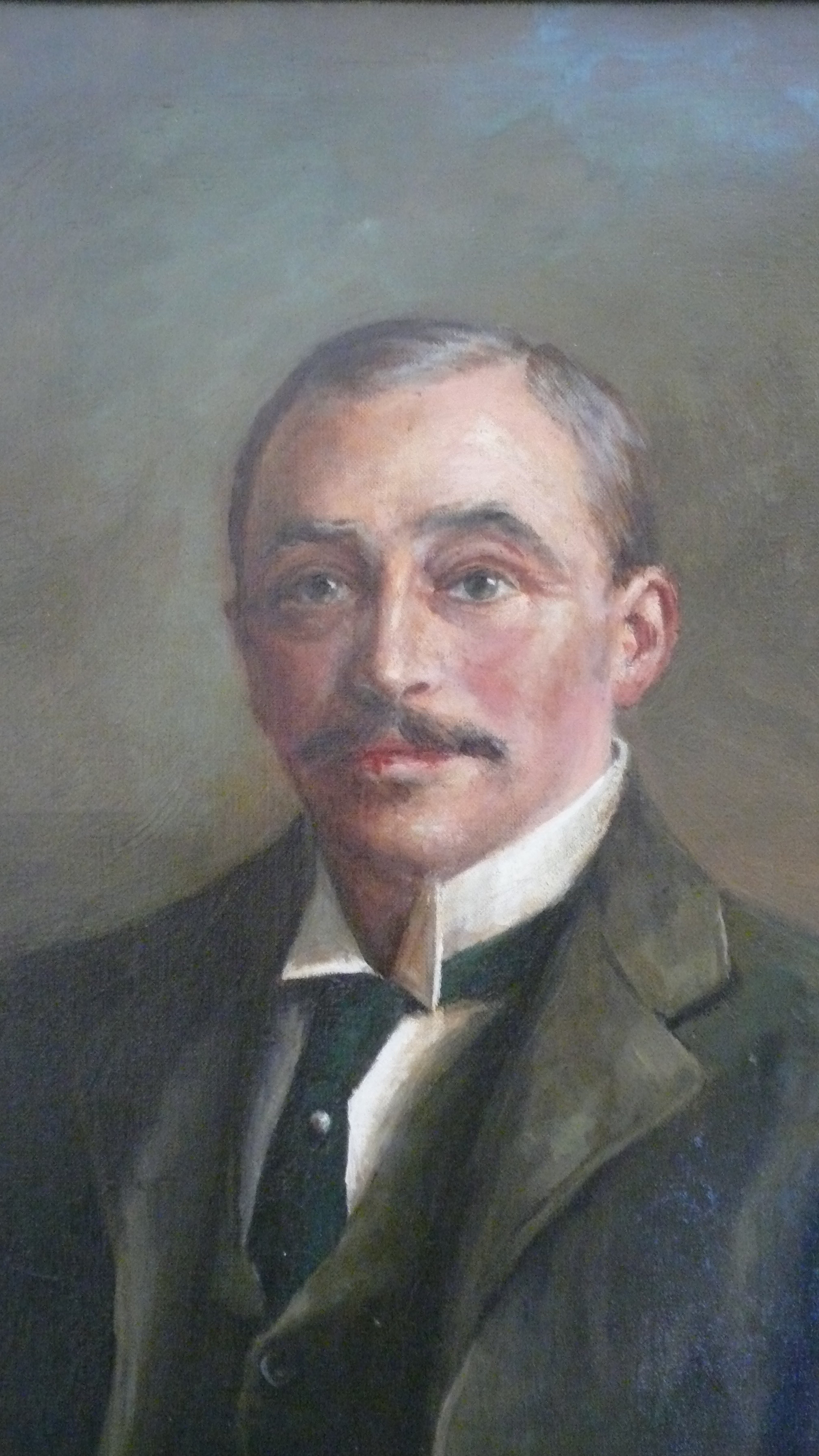
C.E.A. van Till, 1909, geschilderd door zijn echtgenote Catharina L. den Beer Poortugael

Mr. Cornelis Eliza Anne baron van Till (Groningen, 27 maart 1871 - Den Haag, 4 februari 1944) was mede-oprichter van het Nederlandse bankiershuis Oppenheim en van Till, later Landry & van Till. Van Till was eveneens wethouder van Driebergen en officier in de Huisorde van Oranje.

## Familie
Van Till, lid van de familie Van Till, was gehuwd met jonkvrouwe Catharina Louisa den Beer Poortugael (1872-1944), lid van de familie Den Beer Poortugael.